# ソーサリー
- ファイティング・ファンタジー > ソーサリー
- スーパーアドベンチャーゲーム > ソーサリー
- アドベンチャーゲームノベル > ソーサリー

『ソーサリー』 (Sorcery!) は、スティーブ・ジャクソン作のゲームブック四部作。日本では東京創元社及び創土社から日本語訳が出版されている。
| 原著                      | 東京創元社版   | 創土社版                   |
| ------------------------- | -------------- | -------------------------- |
| The Shamutanti Hills      | 魔法使いの丘   | シャムタンティの丘を越えて |
| Kharé - Cityport of Traps | 城砦都市カーレ | 魔の罠の都                 |
| The Seven Serpents        | 七匹の大蛇     | 七匹の大蛇                 |
| The Crown of Kings        | 王たちの冠     | 諸王の冠                   |

なお、本項での訳語は東京創元社版のものを使用し、必要があれば創土社版の名称を括弧書きで追記する。

## 概要
『ソーサリー』は『ファイティング・ファンタジー』（以降FF）シリーズの一部であるが、『火吹山の魔法使い』をはじめとする一連のシリーズからは独立して出版されている。総計2000以上の項目数を誇る。FFの簡潔なシステムを損なうことなく48種の魔法の呪文を操ることができるという点でも画期的な作品。
日本においては、東京創元社のゲームブック参入第一弾である。
広義では同一のシリーズでありながら『ソーサリー』と『FF』に分けられた理由は、対象年齢の違いが根底にある。『火吹山の魔法使い』の著者ジャクソンとリビングストンを見出したのはペンギン・ブックスの女性編集者ジェラルディン・クックだったが、『火吹き山』が所属違いの子供向けレーベル「パフィン・ブックス」から刊行されたために、同作品が大ヒットを記録したにもかかわらず、彼女の功績にはつながらなかった。そこでクックの名誉のために、ジャクソンはペンギン・ブックスから刊行できるような大人向けの作品の構想を練り、『ソーサリー』が完成したのである。
2000年代の再版において、本国イギリスでは改めて『FF』レーベルに組み入れられた。しかし日本ではこのときも、書籍と携帯アプリケーション版ともに『ソーサリー』と『FF』が別々の企業から出ることになった。
2013年にiOS版の「The Shamutanti Hills」がリリースされた。原著のイラストをそのまま使用した電子書籍版であるが、プレイヤーの現在位置を手描き風の3Dマップで確認できたり、旅程で選択された項目によるパラグラフが1つの物語のようにつながって表示され、戦闘などの際のサイコロの操作もアプリ内で行えるなど、インタラクティブな機能が搭載されている。

## 新訳と旧訳の比較
2003年から2005年にかけて創土社から新訳版が出版された。作品ごとに翻訳者が異なる東京創元社版とは違い、全作品を社会思想社版『FF』で複数の翻訳を担当した浅羽莢子が訳している。旧訳版では一部の重要な謎解きのヒントが訳文に反映されていなかったが、新訳版ではそれが解消されている。
浅羽は「常に、英語圏の読者が読んだときの印象になるべく近いものを伝えたいと思っている」と語っている。新訳版の特徴は以下の通り。
旧訳に比べ文語調である
「できぬ」「おらぬ」のように打消しの助動詞に「ない」ではなく「ぬ」を用いている。これは、剣と魔法の時代という雰囲気を出すための措置である。
カタカナ語を避ける
例えば旧訳の「ヒルジャイアント」は「丘巨人」となり、「サイトマスター」は「物見」と訳される。
単純な音訳を避ける理由は第一に、英語が存在しない仮想世界で元が英語とわかる事物名が使われているのは不自然であるから。第二に、作者の創作した名称に込められた意味が（英語を理解できる読者でない限り）伝わらなくなるからである。
ただしトロールやハーピーのように、認知度が高い架空生物はそのままの名前にしてある。
ジョークを和訳する
旧訳では「蟻のミートボール(ant ball)ではなくミュータントボール(mutant ball)だった」と直訳したままの部分を新訳では「象団子ではなく変異現象団子だった」のように意訳している。他にも同様の記述がある。
時制をいじらない
原文どおり常に現在形で表現され、臨場感や緊張感をもたらしている。
文中の情報提示の順序も原文に近づけている
節で構成される英文を日本語に翻訳する場合に時折見られる、主節の情報を従属節のあとに置くような事態を避け、原文同様に主節の情報→従属節の情報という流れを保ちながら、なおかつ自然な日本語の文章になるよう配慮されている（例 : 第2巻パラグラフ57）。
なお、新訳版の各巻のタイトルは特に旧訳版を意識することなく定められている。第3巻の題名だけが新旧とも合致しているのは、単に結果としてそうなっただけであり、意図的なものではない。

## あらすじ
『FF』の背景世界「タイタン」の一部、「旧世界」大陸の暗黒地帯カクハバード（カーカバード）が舞台。
それを所持する者に強力な統治力を与えるという秘宝「王たちの冠（諸王の冠）」がマンパン砦の大魔王（大魔法使い）によってアナランド王国から盗まれた。長らく無法地帯であったカクハバードが大魔王によって支配されれば、すぐさま周辺諸国へ侵攻してくるだろう。プレイヤーの分身である「あなた」は、危険なカクハバードを抜け単身マンパン砦へ乗り込み、冠を取り戻す使命を帯びて旅立った。

## 各巻の内容
第2巻「城砦都市カーレ」以降については、一応各巻単体でのクリアも可能となっている。ただし、前巻までの情報やアイテムがあったほうがより安全にクリア出来るのは間違いない。「魔法使いの丘」と「七匹の大蛇」のラストでは、クリアボーナスが設定されている。特に「七匹の大蛇」では、退治した大蛇の数によって加算ボーナスが変化し、次巻での行動範囲に大きく関わってくる。

### 魔法使いの丘
456項目。
故郷のアナランドを出発した「あなた」が、シャムタンティの丘を越えて、次の目的地である城塞都市カーレに向かうまでのフィールド・アドベンチャー。
物語の導入部分であり、集落が多く体力回復もしやすい為、ゲームとしての難易度は比較的低めであるが、選択を誤ればいとも簡単に死に至る罠がそこかしこに用意されている。次巻以降へと繋がる伏線が多数用意されている。
最後に立ちはだかる大ボスのマンティコアはシリーズ中でも非常に強大な敵であるが、上手く魔法を使用すればサイコロによる戦闘をせずとも御すことができる。

### 城砦都市カーレ
511項目。
ジャバジ河を渡ってバクランドへ向かう為、罠の都と呼ばれる無法の港町カーレを行くシティ・アドベンチャー。
一癖も二癖もある住人たちが仕掛けた様々な罠が手ぐすね引いて待ち受けており、街を抜けるのも一筋縄ではいかないが、最後に控える北門を開けるためには四行からなる呪文が必要である。そのため、「あなた」は四行詩を求めてカーレの中を巡っていくことになる。
都市内を探索するためか、宿泊による体力回復の機会が一度しかないので、他の巻以上に体力の消耗や宿泊以外の体力回復の機会に留意しながら必要な情報・アイテムを探す必要があるという点で、二巻目にして難易度は最終巻と並ぶとも言われる。その一方で、この街は魔法に必要な道具を入手する機会に恵まれており、うまくすれば大量に金貨を稼ぐこともできるため、慣れたプレイヤーならば次巻以降に備えてカーレで準備を整えていく事になる。

### 七匹の大蛇
498項目。
ザメン高地を目指し、無法の荒野バクランドを旅するウィルダネス・アドベンチャー。
「あなた」の旅の目的を大魔王の部下である翼を持つ七匹の大蛇たちに知られてしまったため、バクランドの荒野を抜けつつ大蛇を仕留めなければならない。一匹でも仕留め損ねれば、大蛇は大魔王にアナランドからの刺客の存在を通報し、マンパン砦は万全の体制で「あなた」を迎え撃つだろう。
七匹の大蛇はいずれも強敵揃いであるが、それぞれ必ず弱点が設定されており、その情報を収集しつつ戦闘でうまく弱点を突くことが肝要となる。そのためバクランドを突破してマンパン砦に辿り着くだけならそれほど難しくもないが、全ての大蛇の討伐を目標とする場合、弱点を調べながら大蛇を探索して戦いに勝たねばならず、その難易度は一挙に高まる。一方、大蛇から得る情報と討伐数によって最終巻での冒険にボーナスが加算される為、極めて重要な巻であるといえる。

### 王たちの冠
800項目。
ザメン高地を登攀して最終目的地であるマンパン砦に潜入し、様々な敵の待ち受ける砦を攻略するダンジョン・アドベンチャー。
しかしマンパン砦の何処かに潜む大魔王から《冠》を奪還するには兵士のみならず、恐るべき四つのスローベンドアを突破しなければならない。そして暗黒の神々が支配する砦内部には、女神リーブラの加護も届かないのだ。
スローベンドアに代表される数々の死に至る罠、守銭奴のヴァルギニアや拷問の名手ナッガマンテ、眠れぬラムといった強敵が待ち受けているばかりか、敵地の真っ只中であるために体力回復の機会も殆ど与えられない。この巻では戦闘だけで切り抜けられる危機はかなり少なく、ほとんどは鍵となる情報やアイテム、そして機転と呪文で解決していくことになる。前の巻で大蛇を一匹でも逃していた場合、「アナランド人のあなた」の存在が知れ渡っており、衛兵たちに気づかれると厄介なことになるが、七匹の大蛇全てを討伐していれば、「あなた」の正体が知られぬままに潜入できるため、大蛇の討伐数によって展開が大きく異なる。またこの巻だけでなく、前三巻以前に手に入れた情報・アイテムが必要となるケースもあり、過去に遭遇した登場人物と思わぬ形で再会する事も多く、難易度と壮大さを際立たせている。

## システム

### 戦士と魔法使い
プレイヤーはゲームを始める前に、戦士か魔法使いのいずれかを選ぶことができるようになっている。冒険中（文中）では、それぞれのクラスにより、進める選択肢が変わってくる。
戦士
技術点＝サイコロ1個の出目＋6と設定されている。初心者向けと位置づけられており、魔法は使えないため、戦闘のルールさえ覚えればすぐにゲームを始められる。単純な反面できることは少なく、必要な道具を持っていないと（魔法使いなら切り抜けられる場面でも）あっさり死ぬことも多く、最後まで進むのは魔法使いよりも困難である。
魔法使い
技術点＝サイコロ1個の出目＋4と設定されている。上級者向けと位置づけられており、白兵戦では戦士に劣るものの、魔法の呪文が使える。呪文とその効果をプレイヤー自身が記憶し、困難を適切な呪文で切り抜けるところに、ソーサリーのゲームとしての本質があると言える。
魔法使いを選択したプレイヤーはゲームを開始する前に、各書の巻末にある「魔法の呪文の書」を熟読し暗記しなければならない。「呪文が怪物や悪人の手に渡るのを防ぐため」ゲームが始まったら呪文の書を二度と見てはならず、メモを取ることも許されないルールになっている。つまり、文中で困難にぶつかったとき、選択肢としてその時使える魔法の呪文（アルファベット表記の記号）が一覧で表示されるが、その時点で呪文を忘れてしまうと適切な行動を取ることができないというわけである。ただし、冒険の途中で呪文の書が闇ルートで売られている場面に出くわすことがあり、その時だけは魔法の内容を確認することが出来る。

### 戦闘
ルールは『FF』の戦闘と全く同じである。

### 魔法の呪文
『FF』の基本ルールにない、『ソーサリー』の独自ルール。
呪文は全部で48種存在し、それぞれアルファベット3文字で表される。大抵の呪文は簡単な英語をもじって命名されており、中学英語程度の知識があればある程度は効果を類推できる。
一例を挙げると、
ZAP
指先から稲妻を放つ。擬音語から。
WAL
目に見えない壁を出現させる。壁(Wall)から。
といったものがある。
呪文を使うと体力ポイント（体力点）を消耗する。一般に、効果が大きいか汎用的な呪文は失う力も大きく、その逆に効果の限定された呪文は比較的少ない力で使用できる。呪文によっては特定の道具がないと使用できず、そのような状況で使うと無駄に体力ポイントを消耗してしまう。
ゲーム中の呪文を使う場面では、必ず5つの選択肢が提示される。この中には存在しないでたらめな呪文が含まれることもあり、選んでしまうとペナルティとして激しく体力を消耗してしまう。

#### 呪文の出現傾向
前述の通り選択肢には現実に存在しない呪文が含まれることがあるが、この割合は巻が進む毎に小さくなっていく。また、基本の6つの呪文（効果が大きく汎用的だが、効率が悪い）も同様に徐々に出現頻度を減らしていく。替わって、使いどころを選ぶ呪文が出現しやすくなる。
この傾向は、主人公の魔法使いとしての実力が徐々に上がっていることを示すものであると言われている。キャンペーン・ゲームに不可欠な成長要素が、FFの簡素なシステムを損なわないように、数値的ルールではなく、読者が経験を積んで適切な魔法を選択できるようになっていくという形で盛り込まれているのである。

### 女神リーブラ
主人公は正義の女神リーブラ（リブラ）の信徒であり、一冊分の冒険に付き一度だけ助けを乞うことができる。体力と運の回復、病や呪いの除去等は本文中の指示がなくてもいつでも可能で、それ以外に絶体絶命の状況でリーブラを呼べることがある。特に魔法使いとしてプレイすると、魔法を唱えるごとに体力を消費するシステムであることと、一晩の睡眠で体力ポイントが3ポイントしか回復しないことから、体力回復のためにリーブラの助けを乞う確率が高くなる。ちなみに、リーブラの助けなしにクリアできない巻はない。
冒険の過程で、やむなくリーブラへの信仰を捨てて別の神を崇めるようになることもある。その場合はその後の冒険でリーブラの助力を一切受けられない。またマンパンの大魔王の砦の中では、一切助けを呼ぶことは出来ない。

## 主な登場人物
ジャン
ミニマイト（豆人）という妖精のような種族。憎めないキャラクターだが、ミニマイトにつきまとわれている間はまったく呪文が使えないので、魔法使いを選択したプレイヤーにとっては甚だしく迷惑でもある。ただし、1つだけ、ミニマイトの魔法防御を破って唱えることが出来る呪文が存在する。
フランカー
シャムタンティの丘で出会う刺客。旅人を相手に格闘の修行をしており、主人公にも襲い掛かってくる。敗れた後は改心し、カーレで再会した場合には手助けをしてくれる。
アリアンナ
シャムタンティの丘に住む女呪術師。
ヴィック（ヴィク）
カーレの顔役のような存在で、彼と知り合いであるというだけで一目置かれる。その名前を知っていれば、カーレでの冒険で助力を得られる。
シャドラック
バクランドに住む隠者。主人公を導いてくれる存在。
フェネストラ
バグランドに暮らすエルフの魔女。イルクララ湖を渡る方法を授けてくれる。
コレタス
過去大魔王に挑み盲目となった聖人。マンパンに辿り着く道を示す。

## 書籍データ
スティーブ・ジャクソン (Steve Jackson) 著、ジョン・ブランシュ (John Blanche) 挿絵。

### 原著
1. The Shamutanti Hills（1983年）
2. Kharé - Cityport of Traps（1984年）
3. The Seven Serpents（1984年）
4. The Crown of Kings（1985年）

### 東京創元社版
1. 魔法使いの丘（1985年7月12日 ISBN 4488901018 安藤由紀子訳）
2. 城砦都市カーレ（1985年8月10日 ISBN 4488901026 中川法江訳）
3. 七匹の大蛇（1985年9月10日 ISBN 4488901034 成川裕子訳）
4. 王たちの冠（1985年10月10日 ISBN 4488901042 高田恵子訳）

### 創土社
浅羽莢子訳。
1. シャムタンティの丘を越えて（2003年8月15日 ISBN 4-7893-0130-3）
2. 魔の罠の都（2003年12月31日 ISBN 4-7893-0131-1）
3. 七匹の大蛇（2004年5月31日 ISBN 4-7893-0132-X）
4. 諸王の冠（2005年3月31日 ISBN 4-7893-0133-8）

### d20システム
d20システム用のシナリオとして、以下の3作品が発売されている。ジェイミー・ウォーリス翻案、待兼音二郎訳。日本語版は国際通信社の発行。
- ソーサリー1 シャムタンティの丘を越えて（2004年11月30日 ISBN 4-434-05220-9）
- ソーサリー2 魔の罠の都（2005年5月31日 ISBN 4-434-06141-0）
- ソーサリー3 七匹の大蛇（2005年11月30日 ISBN 4-434-06144-5）